# Григорьева, Татьяна Владимировна
Татья́на Григо́рьева (англ. Tatiana Grigorieva; 8 октября 1975, Ленинград, СССР) — австралийская легкоатлетка русского происхождения, призёр Олимпийских игр и чемпионата мира. Специализировалась в прыжках с шестом. Ушла из спорта в 2007 году после 10 лет успешной карьеры.

## Биография
Родилась в Ленинграде.
Начала свою спортивную карьеру с бега на 400 м с барьерами. В 1997 году с первым мужем Виктором Чистяковым переехала в Австралию, и сменила специализацию на прыжки с шестом, за год тренировок под руководством Александра Парнова она стала одной из лучших прыгуний в мире. В июне 1998 года получила австралийское гражданство.
На первом своем выступлении на мировом чемпионате в 1999 году завоевала бронзу.
В 2000 году на Олимпийских играх в Сиднее выиграла серебро с личным рекордом 4 м 55 см, уступив только американке Стэйси Драгиле (4 м 60 см). Это серебро было одной из 3 медалей, выигранных австралийскими легкоатлетами на домашней Олимпиаде.
Заняла 3-е место на Играх доброй воли в Брисбене в 2001 году (4 м 45 см).
Кроме спорта Григорьева добилась известности в модельном бизнесе. С 2000 года она появлялась на обложках таких изданий как New Idea, Black+White, итальянского GQ и английского Esquire.
В 2007 году объявила о прекращении спортивной карьеры. Участвовала в 6-м сезоне австралийской версии «Танцев со звёздами».